# Подрезова улица
Подре́зова у́лица — улица в Петроградском районе Санкт-Петербурга. Проходит от Большого проспекта Петроградской стороны до Чкаловского и Левашовского проспектов.

## История
Улица появилась в середине XVIII века. Названа по фамилии домовладельца Подрезова. Название известно с 1776 года. Топоним имеет в составе названия форму краткого притяжательного прилагательного женского рода. С 1804 по 1817 год называлась также 15-й улицей в ряду восемнадцати улиц, перпендикулярных Большому проспекту, однако здесь, на Петроградской стороне, в отличие от Васильевского острова, такие «номерные» названия не прижились.
выезд с Подрезовой улицы на Чкаловский и Левашовский проспекты и въезд обратно в последние годы отсутствуют

## Здания и достопримечательности

### От Большого до Малого проспекта
- Дом № 1 / Большой проспект Петроградской стороны, дом 74 / Бармалеева улица, дом 4  памятник архитектуры (вновь выявленный объект)[3] — 7-этажный (7-й этаж — мансарда) доходный дом Анастасии Александровны Антоновой. Построен в 1912—1913 годах в стиле неоклассики по проекту В. В. Шауба. Включён существовавший здесь ранее трехэтажный особняк (архитектор Б. А. Бржостовский, 1897—1899). Дом Антоновой — это большой, типичный для Петербурга-Петрограда начала XX века доходный дом с двумя прямоугольными внутренними дворами. Для извлечения дохода госпожой Антоновой на первом этаже был оборудован кинотеатр «Люкс», начавший кинопоказы весной 1913 года[4]. Кинотеатр работал до революции[5], а затем вновь с 1930 по 2006 год под названиями «Труд», «Хроника» и наконец (с 1940 года) «Свет». Он специализировался на показе документальных и научно-популярных фильмов (но в репертуаре присутствовали и художественные), а в 1990-е—2000-е, помимо этого, демонстрировал также классику мирового кино, часто сопровождая показы просветительскими лекциями. В 2006 г. кинотеатр «Свет» был закрыт на ремонт, а в 2009 году на его месте открыт ресторан.
- Дом № 2 / Большой проспект Петроградской стороны, дом 70–72 / ул. Подковырова, 5 — 1912—1913, доходный дом Ф. Ф. Утемана, арх. Д. А. Крыжановский и А. А. Стаборовский. В 1800-х на этом участке, владел которым мастер булочного цеха Иван Гарднер, находились небольшие деревянные строения. С 1830-х до 1900-х участком владела семья, а затем наследники, протоиерея П. Я. Духовского, служившего в Сергиевском соборе на Литейном проспекте. В начале XX века здесь арендаторами были построены деревянные и бетонные торговые павильоны. Сменив ещё двух владельцев, участок перешёл к действительному статскому советнику и крупному предпринимателю Ф. Ф. Утеману (он получал доход, в частности, от Товарищества Российско-американской резиновой мануфактуры «Треугольник», пивоваренной компании «Бавария», фабрики «Скороход»). При нём и было построено существующее здание. Корпус, выходящий главным фасадом на Большой проспект, украшен пилястрами, небольшими балконами, эркером, угловыми ризалитами. Первые два этажа предназначались для торговых помещений. На углу Большого пр. и Подрезовой ул. с 1930-х находится канцелярский магазин. В 1910-е годы квартиру в этом доме снимал авиаконструктор Д. П. Григорович. В квартире 54 в 1940—1950-е жил прозаик и драматург Б. Рест, в 1950—1960-е — поэт и переводчик Л. И. Хаустов, а затем — поэт М. Л. Сазонов.
- 4-этажный жилой дом № 4, прилепившийся к брандмауэру дома № 2, построен в 1905 году по проекту С. И. Молчанова.
- В доме № 5 (техник П. Л. Спокойский-Францевич, 1912) жил кинорежиссёр И. А. Авербах
- Дом № 6 — доходный дом Софьи Георгиевны Стадницкой (1910—1911, техник А. А. Ефимов)
- Дом № 7 — доходный дом, 1912, автор проекта А. Прохоров.
- Дом № 10 — доходный дом, 1913, авторы проекта Г. Голубев и С. Розеноер, неоклассицизм.
- Дом № 12 (противоположный фасад обращён на параллельную улицу Подковырова, 21) — доходный дом, эклектика, арх. Сергей Владимирович Рубанов, техник Александр Александрович Венсан, 1912.

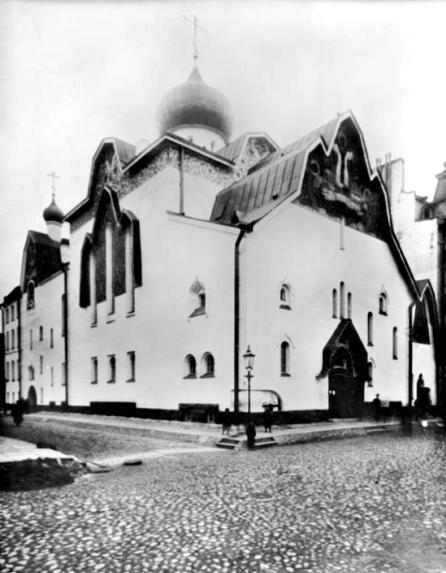
Утраченная Казанская церковь на углу Подрезовой ул. и Малого пр.

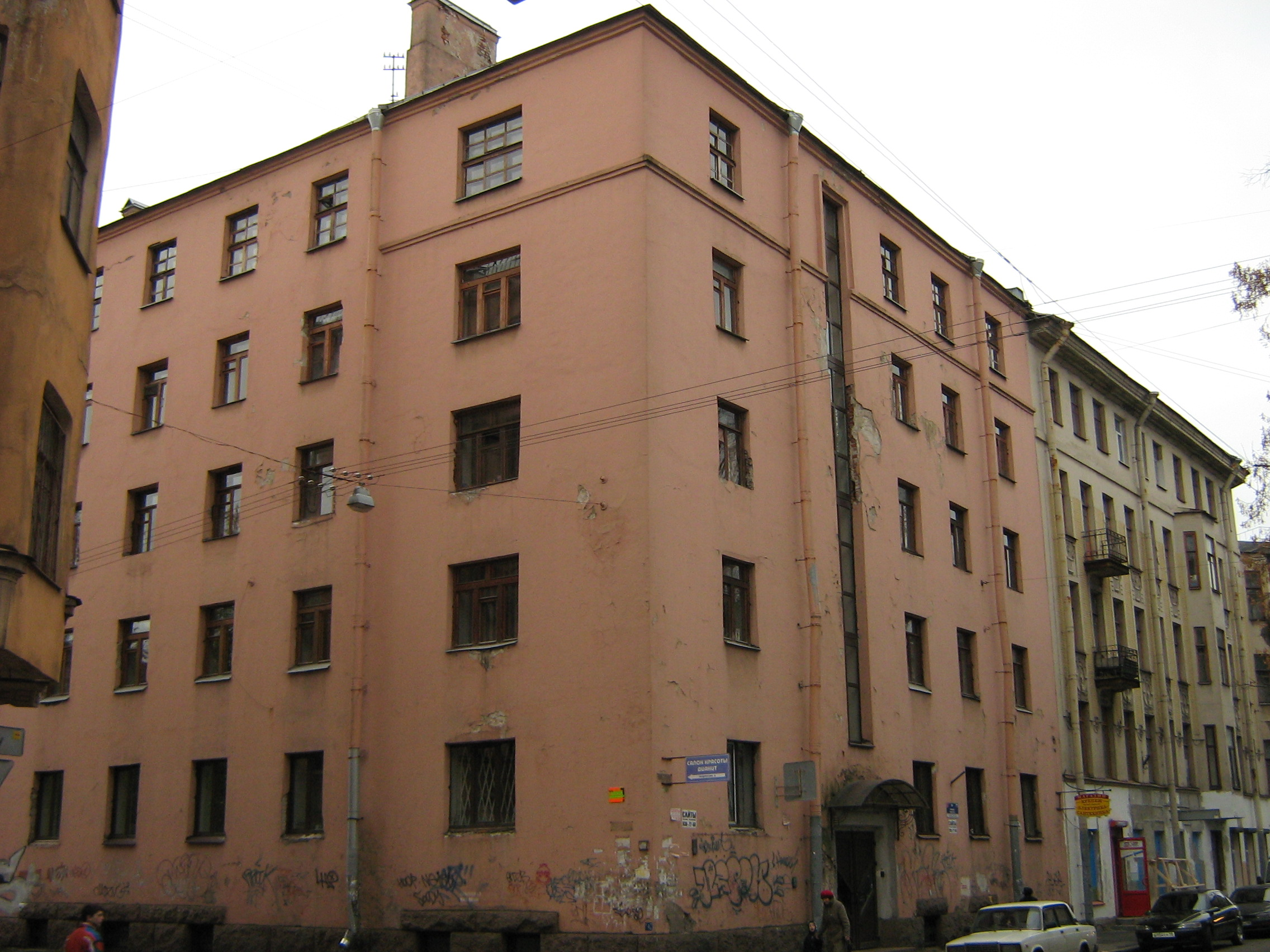
Дом № 14 (Малый пр., 69) на месте бывшего монастырского подворья

- Дом № 14 / Малый проспект Петроградской стороны, 69 построен в конструктивистском стиле в конце 1920-х по проекту Ф. А. Лыхина на месте бывшего подворья Казанского Вышневолоцкого женского общежительного монастыря. Включены и частично сохранились бывшие монастырские постройки. До 1907 года на этом участке стоял деревянный особняк с мезонином. Владельцы участка менялись несколько раз: так, в 1876 г. мещанин Кузьма Никифорович Дубровин купил его у переплётчика Фридриха Августа Мартенса, а в 1886 г. в бывшем особняке располагался дом терпимости г-жи Волпянской[6]. В 1907 году Михаил Феоктистович Уткин, владелец ресторана «Вена», приобрёл этот участок и пожертвовал его монастырю. Епархиальный архитектор А. П. Аплаксин пристроил небольшую часовню, которая была освящена 30 ноября 1908 года. В 1910 году на месте деревянной часовни была освящена каменная в честь рождения цесаревича Алексея, в 1910—1913 годах (всё по проекту того же архитектора) возведён каменный храм. Также был построен четырёхэтажный дом для монахинь. В 1919 году подворье было упразднено и храм стал приходским, а в 1923 году он был закрыт, после чего весь комплекс зданий перестроен под общежитие (в 1960-х — общежитие финансово-кредитного техникума[7]). В настоящее время, помимо общежития, в здании находятся квартиры и офисы.

- Крупный пятиэтажный дом № 15 с эркерами (Малый проспект П. С., дом № 71; Бармалеева улица, дом № 18) — бывший доходный дом В. К. Пискарёва, построенный по проекту арх. В. И. Шёне в 1907 и надстроенный по проекту В. К. Вейса в 1910—1911 годах.

### От Малого до Чкаловского проспекта
- Дом № 17 / Малый проспект Петроградской стороны, 76 — доходный дом А. Т. Мунста (1911, техник Н. М. Аристов, модерн). В 1880-х годах здесь стоял деревянный дом мещанки Ольги Николаевны Викулиной с остеклённым балконом, выходящим в сад. Во дворе находились каретный и дровяной сараи, конюшня на три стойла, прачечная, ледник. В 1905 году участок перешёл к переехавшему в Санкт-Петербург крестьянину Лифляндской губернии Мунсту, который сначала надстроил существовавшие каменные дворовые службы и открыл слесарную мастерскую, а в 1907 году приступил к строительству существующего дома с 3- и 4-комнатными квартирами и маленькими магазинами на первом этаже[6]. В 1921 году в этом доме жила Ю. Н. Данзас — теолог, историк религии и публицист (внучатая племянница секунданта Пушкина К. К. Данзаса).
- Дом № 18 — современный жилой дом, стилизованный под северный модерн; название проекта — «Северный модерн на Петроградской», 1999 год, архитектор Евгений Подгорнов, застройщик — компания Setl City. Стрельчатая башня дома Подгорнова повторяет в увеличенном масштабе форму подъезда соседнего дома № 20 И. А. Претро. Дом сдан в 2001 году, инвестор — ООО «Строительная компания „Петербургская Недвижимость“»[8].

Элитный жилой дом «Северный модерн на Петроградской», построенный компанией Setl City в Петроградском районе на улице Подрезова, 18, стал победителем конкурса «Связь времен», организованного общественным движением «Живой город».— «Петербургская недвижимость»
- Дом № 20 — доходный дом К. Т. Дидвига, северный модерн, 1911, архитектор-художник И. А. Претро.
- Дом № 21 — это сразу два совершенно различных соседних здания: современный двухэтажный мини-отель «Регина»[10] и тоже двухэтажный, но старый дом, в котором расположены аварийные службы района, — что создаёт изрядную путаницу.
- Между домами 20 и 26 расположен участок дома 37 по ул. Подковырова, обращённый к Подрезовой улице своим вторым фасадом. Это бывший детский сад, после пожара и коренной реконструкции ставший центральным петербургским офисом ООО «Сургутэкс» — дочерней компании «Сургутнефтегаза».
- Дом 26б  7831492000 — бывший дом Н. А. Бороздина, 1911, арх. Д. А. Крыжановский (другой корпус того же дома фасадом выходит на улицу Подковырова, 43б).
- Двухэтажный дом № 27, противоположный фасад которого выходит на Бармалееву улицу, — детский сад № 62 Петроградского района — ГДОУ общеразвивающего вида с приоритетным осуществлением художественно-эстетического развития. Здание построено по типовому проекту архитекторов Л. Е. Асса и А. С. Гинцберга[11].
- Дом 28 / Чкаловский пр., дом 27 / ул. Подковырова, д.45  памятник архитектуры (вновь выявленный объект)[3] — Дом 19-го городского попечительства о бедных, 1914—1915, арх. С. В. Рубанов, ныне инженерно-экономический институт.

## Транспорт
Общественный транспорт по Подрезовой улице не ходит. Ближайшая станция метро — «Петроградская». По соседней Бармалеевой улице пролегает маршрут троллейбуса № 34.
Ближайшие остановки общественного наземного транспорта расположены на Большом пр. П. С. (при движении с северо-востока на юго-запад), Малом пр. П. С. и Большой Пушкарской ул. (при движении в обратном направлении), а также на Чкаловском проспекте и Бармалеевой улице:
- автобусы № 1, 10, 25, 128, 191 и др.;
- троллейбусы № 1, 9, 31, 34.